# St. Peter und Paul (Zeitz)

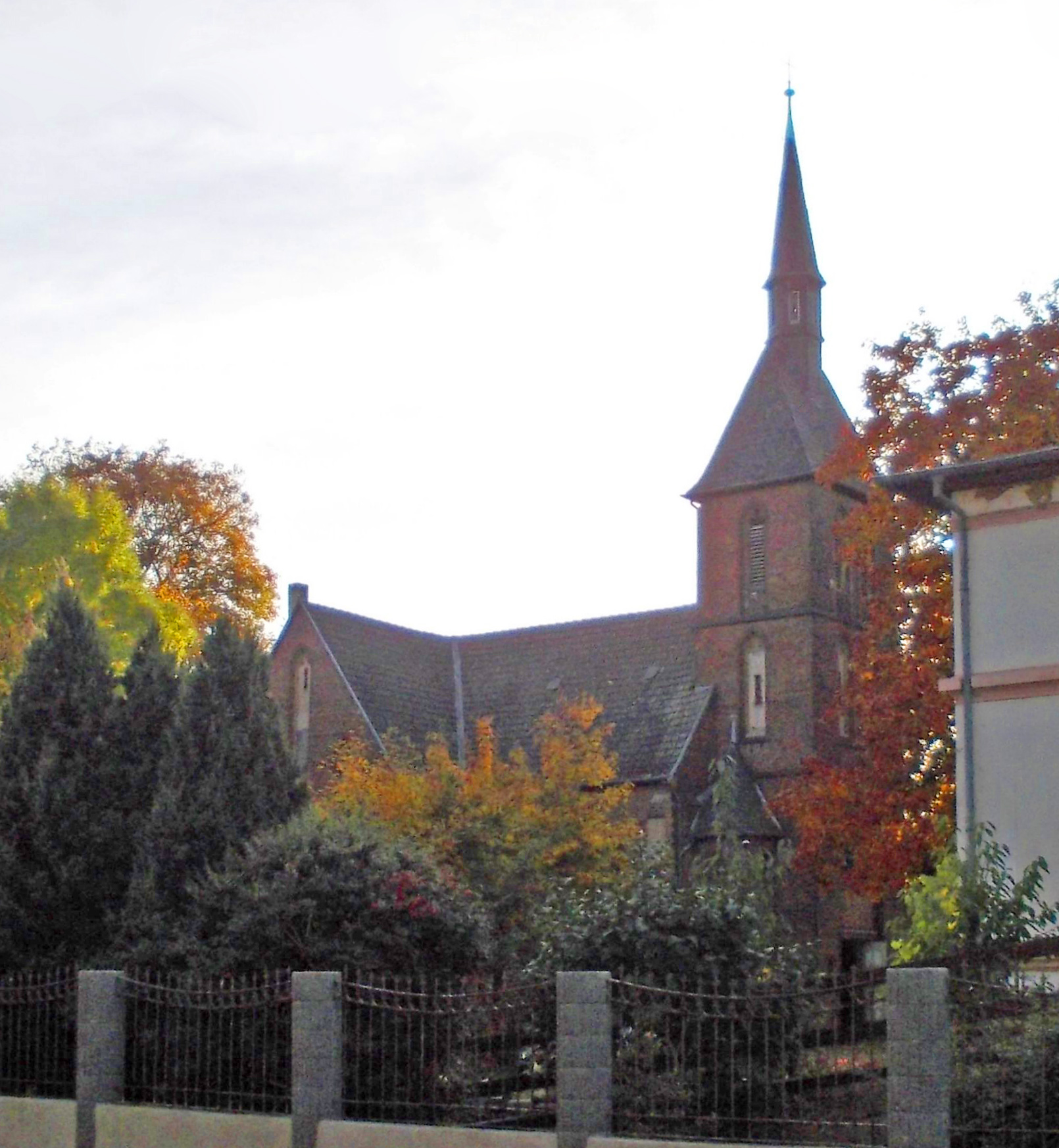
Ehemalige Kirche St. Peter und Paul (2012)

St. Peter und Paul war die römisch-katholische Pfarrkirche in Zeitz, einer Stadt im Burgenlandkreis im Süden von Sachsen-Anhalt. Das nach den heiligen Simon Petrus und Paulus von Tarsus benannte Gotteshaus gehörte zuletzt zur gleichnamigen Pfarrei mit Sitz in Zeitz im Dekanat Merseburg des Bistums Magdeburg. Das Gebäude ist im Denkmalverzeichnis des Landes Sachsen-Anhalt unter der Erfassungsnummer 094 95905  als Baudenkmal verzeichnet.

## Geschichte
Mit dem Tod von Julius von Pflug, dem letzten katholischen Bischof der Diözese Naumburg, erlosch das katholische Leben in Zeitz für mehrere Jahrhunderte.
Nachdem 1820 im Schloss Moritzburg eine Landesarmen- und Korrektionsanstalt eingerichtet worden war, fand dort am 30. März 1837 der erste katholische Gottesdienst statt. Die Seelsorge in Zeitz erfolgte zunächst durch Geistliche aus Halle (Saale).

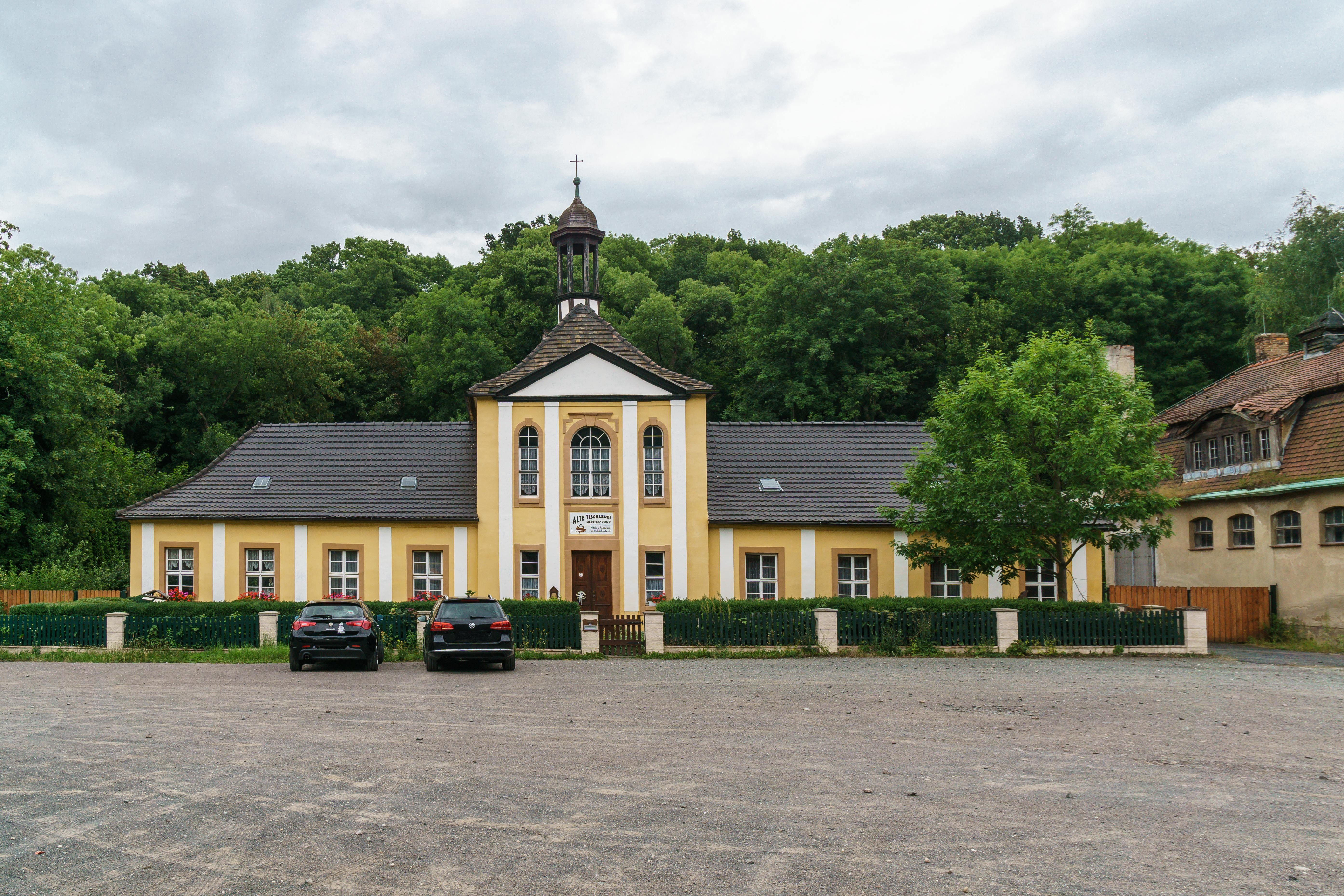
Ehemaliges Hospital in der Steintorvorstadt (2016)

Von Mitte des 19. Jahrhunderts an ließen sich im Zuge der Industrialisierung in Zeitz und den umliegenden Ortschaften wieder Katholiken nieder. Am 15. Januar 1863 erfolgte die Errichtung der Missionspfarrei Zeitz, der Neupriester Ignaz Stolze war ihr erster Seelsorger. Seit 1863 werden in Zeitz auch katholische Kirchenbücher geführt. Vom 29. März 1863 an fanden katholische Gottesdienste in der Wohnung eines Buchhändlers am Michaeliskirchhof statt, 1864 wechselte man in den Kapellenraum des ehemaligen Hospitals in der Steintorvorstadt. Im Mai 1865 wurde in Zeitz eine katholische Schule eröffnet.
1878 wurde ein Grundstück erworben, auf dem ab Mai 1879 nach Plänen des Baumeisters Wiedemann ein Missionshaus erbaut wurde, in dem eine Kapelle und eine Wohnung für den Pfarrer eingerichtet wurde und in dem auch von da an der katholische Schulunterricht stattfand. Am 23. November 1879 fand in der Kapelle des Missionshauses der erste Gottesdienst statt.
Im November 1891 folgte der Ankauf eines Nachbargrundstücks, auf dem am 9. April 1894 mit dem ersten Spatenstich der Bau der Kirche begann. Am 3. Mai 1894 folgte die Grundsteinlegung durch Dechant Johannes Schulte aus Weißenfels. Bereits am 18. November 1894 benedizierte Schulte die Kirche. Die bischöfliche Kirchweihe folgte jedoch erst am 19. Juni 1899 anlässlich einer Firmung durch Hubert Theophil Simar, den Bischof des Bistums Paderborn, zu dem Zeitz damals gehörte.
1905 wurde eine gegenüber der Kirche gelegene Villa als Pfarrhaus angekauft. Damals gehörten rund 2450 Katholiken zur Missionspfarrei Zeitz, so dass es in den folgenden Jahrzehnten mit dem weiteren Anstieg der Katholikenzahl zur Ausgliederung von Tochtergemeinden kam: 1905 Zipsendorf (später Meuselwitz), 1906 Theißen, 1946 Droyßig und Ossig, 1951 Tröglitz und 1961 Krossen/Elster. Auch in Deuben wurde eine Filiale von Zeitz errichtet.
Am 1. April 1911 wurde die Missionspfarrei Zeitz zur Pfarrei erhoben.
1928 wurde in der Kirche elektrische Beleuchtung installiert. 1930 bekam die Kirche neue Glocken als Ersatz für die Glocken, die im Ersten Weltkrieg abgegeben werden mussten. 1938 erfolgte eine Renovierung der Kirche und der Anbau einer Taufkapelle. In der Zeit des Nationalsozialismus wurde die Schule am 1. Juni 1939 aufgelöst, und 1941 mussten die Glocken wieder für Kriegszwecke abgegeben werden.
Mit dem Vorrücken der Alliierten kamen im Herbst 1944 viele Katholiken aus den Westteilen des Deutschen Reiches nach Zeitz, sodass die Kirche zu klein geworden war. Durch die Kriegshandlungen wurden Fenster und Dach der Kirche beschädigt.
Am 1. September 1945 wurde die katholische Schule wieder eröffnet, sie wurde jedoch bereits 1946 durch das Gesetz zur Demokratisierung der deutschen Schule wieder aufgelöst. 1945 zogen auch die Katholiken aus dem Rheinland wieder in ihre Heimat zurück.
Die Flucht und Vertreibung Deutscher aus Mittel- und Osteuropa nach dem Zweiten Weltkrieg brachte eine große Zahl an Katholiken nach Zeitz und in die umliegenden Ortschaften. Die Zahl der Katholiken im Raum Zeitz vergrößerte sich dadurch von rund 1400 auf etwa 8000. Da die Kirche nun viel zu klein war, pachtete die Pfarrei am 1. Januar 1946 von der Stadtverwaltung Zeitz den Zeitzer Dom. Kleinere Gottesdienste fanden weiterhin in der Pfarrkirche statt.
1958 erfolgte eine Renovierung der Pfarrkirche, über den Altarraum wurde ein Bildnis des Erzengels Michael gemalt. 1974/75 wurde die Kirche abermals renoviert und hierbei wurden die Fenster vergrößert. Am 17. Dezember 1978 folgte die Einweihung einer neuen Orgel.
Nach der Wende erwarb die Pfarrei Zeitz Räume neben dem Dom als katholisches Gemeindezentrum, 1995 zog auch der katholische Kindergarten zur Moritzburg um. Am 8. Juli 1994 wurde das Bistum Magdeburg gegründet, und die Zugehörigkeit der Kirche wechselte vom Erzbistum Paderborn zum Bistum Magdeburg.
Seit der Wiedereinweihung des Zeitzer Domes am 13. Dezember 1998 nutzt die katholische Pfarrei Zeitz den Dom als Pfarrkirche, der seit dem Einsturz einer Säule und Teilen des Gewölbes in der Nacht vom 10. zum 11. Juni 1982 gesperrt war. Die 1894 erbaute Pfarrkirche St. Peter und Paul wurde nach dem Umzug in den Dom noch im Jahr 1998 aufgegeben, das Patrozinium St. Peter und Paul wurde von der bisherigen Pfarrkirche auf den Dom übertragen.
Die Kirche ging später in Privatbesitz über und wird daher nur noch gelegentlich zum Tag des offenen Denkmals geöffnet.

## Architektur und Ausstattung
Das Kirchengebäude steht nördlich der Altstadt von Zeitz, an der Ecke Brückenweg / Geschwister-Scholl-Straße. Es entstand nach Entwürfen des Architekten Arnold Güldenpfennig im Baustil der Neogotik. In nur leicht abgewandelter Form wurde wenige Jahre später auch die Herz-Jesu-Kirche in Gommern erbaut.
Die Kirche mit ihrem kreuzförmigen Grundriss ist aus roten Backsteinen erbaut. Nördlich des Kirchenschiffs befindet sich der leicht eingezogene Kirchturm, dessen rechteckiger Grundriss quer zum Kirchenschiff angeordnet ist. Der Turm ist mit einem Walmdach bedeckt und wird von einer Laterne und einer Turmkugel bekrönt. Seitlich des Turms ist ein runder Treppenturm angeordnet.
Das Innere der Kirche wird von einer Tonnendecke überspannt, der Chor verfügt über ein Kreuzrippengewölbe. Das Kirchenschiff ist vom Querhaus durch eine auf Säulen ruhenden Arkade aus Spitzbögen abgetrennt.